# Ghost (Glassessel)

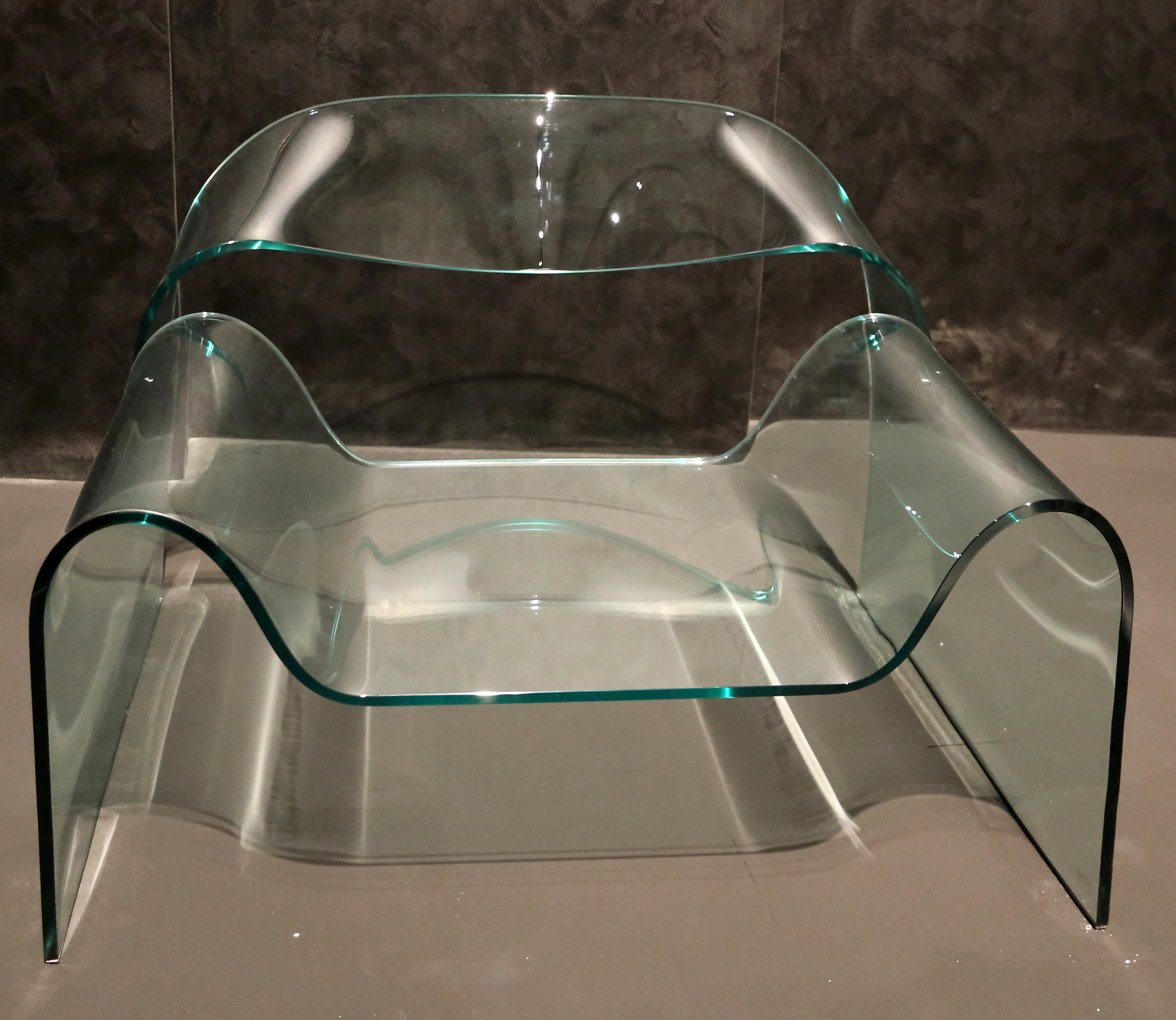
Ghost, Cini Boeri und Tomu Katayanagi (1987)

Der Möbeldesign-Klassiker Ghost wurde 1987 von der italienischen Architektin und Designerin Cini Boeri in Zusammenarbeit mit dem japanischen Designer Tomu Katayanagi entworfen und wird bis heute produziert. Der Glassessel besteht ausschließlich aus einer 12 mm starken, unter Hitze geformten Glasplatte.

## Geschichte und Konstruktion
Bereits im Jahr 1932 entwarf Pietro Chiesa den Couchtisch Fontana komplett aus gebogenem, 15 mm dickem Glas. Chiesa war einer der Gründer der Fontana Arte, eines künstlerischen Ablegers der Glasmanufaktur Luigi Fontana, für die auch Cini Boeris Lehrmeister Gio Ponti gearbeitet hatte. Chiesa nutzte seine Kenntnisse über die Verarbeitung des Werkstoffs Glas, um ein auf das Wesentliche reduziertes, transparentes, modernes Möbel zu schaffen. Die rechteckige Glasscheibe wurde zweimal mit einem Viertelradius einachsig gebogen, um die U-Form zu erzeugen. Das Couchtisch-Modell wird bis heute in mehreren Größen produziert.

Kirigami

Als Entwerferin hatte Cini Boeri bereits Klassiker wie das Sofa Serpentone (1971) und das Sofa Strips (1979, ausgezeichnet mit dem Compasso d’Oro) geschaffen, bevor sie sich dem Material Glas zuwandte. Ihr schwebte ein transparentes Design für einen Sessel vor, der „verschwindet“, der „existiert und nicht existiert“. Ihr leitender Assistent Tomu Katayanagi fertigte Papiermodelle zur Formfindung und ließ sich vom Kirigami, einer Art des Origami, inspirieren. Beim Kirigami wird das Papier nicht nur gefaltet, sondern auch geschnitten, so dass sich ein dreidimensionales Objekt aus der Fläche des Blattes herausschiebt. Beim Kirigami wird kein Klebstoff verwendet. Der Sessel Ghost besteht aus einer Glasplatte, die zwischen der als Sitzfläche und als Lehne vorgesehenen Fläche eingeschlitzt wird. Die dreidimensionale Gestaltung entsteht unter Einwirkung von Hitze in Handarbeit. Die Platte aus Floatglas sinkt bei ca. 700 °C über gestuften Ebenen ab. So entstehen die gewünschten freien Wölbungen. Es muss kein Teil des Möbels mit Kleber oder Verbindungsmitteln aus Metall angefügt werden. Es erforderte zwei Jahre Entwicklungsarbeit mit Technikern, Handwerkern und Glasfachleuten, bis aus der Idee über den Prototyp ein serienreifes Möbel wurde. Die Glasschneidetechnik unter Zuhilfenahme eines Hochdruckwasserstrahls war bereits 1982 für den Tisch Hydra des Designers Massimo Morozzi entwickelt worden.
Der Ghost wurde zuerst auf der Mailänder Möbelmesse 1987 vorgestellt. Heute ist er Teil der Sammlungen verschiedener Museen wie des Museums of Modern Art, Denver Art Museum, Palm Springs Art Museum, Corning Museum of Glass, Musée des Arts Decoratifs Montreal, Musée des Arts Decoratifs, Fonds national d’art contemporain, Die Neue Sammlung, Vitra Design Museum und Galleria Nazionale d’Arte Moderna.
In der Rezeption wird herausgehoben, Ghost sei die perfekte Kombination aus technologischem Experiment und formaler Raffinesse. Die Funktion entmaterialisiere sich. Damit werde die nutzende Person zum absoluten Protagonisten im Raum.

## Beschreibung
Der Sessel besteht aus einer 12 mm starken, monolithischen, gebogenen Scheibe. Er ist 95 cm breit und 75 cm tief. Die Lehne ist 68 cm und die Sitzfläche ist 32 cm hoch. Das Gewicht beträgt 36 kg. Der Stuhl ist für eine regelmäßige Belastung von 130 kg zugelassen. Die Sitzfläche wird von den in der Ansicht M-förmigen Armen gebildet. Die Rückenlehne liegt erhöht und ist leicht abgewinkelt. Alle Kanten sind poliert und halbrunde Streifen aus schwarzem Kunststoff schützen beide Sockelkanten unten. An der Vorderseite rechts unten ist mit Säure das Logo des Herstellers eingeätzt.

## Auszeichnungen
- 1987: Premio Referendum Lettori 1987 der Zeitschrift Interni, Mailand: Erster Preis für Innovation[4]
- 1987: Premio Forum Design Award[4]
- 2000: Briefmarke DESIGN ITALIANO (0,41 EUR) mit Ghost von Cini Boeri und Tomu Katayanagi sowie Leuchten und Möbeln von Pietro Chiesa, Joe Colombo, Lodovico Acerbis und Giotto Stoppino[4]
- 2022: Compasso d'Oro Award, Auszeichnung als Longseller[8]

## Parallele Gestaltungsansätze für transparente Sitzmöbel (Auswahl)

### Glasstühle
Glass Chair

Link zum Bild

Seit den 1970er und 1980er Jahren setzten sich verschiedene Designer mit dem Thema Glas als Möbelwerkstoff auseinander, verfolgten jedoch völlig andere Ansätze als Boeri. Shirō Kuramata betont bei seinem Glass Chair (1976) die Einfachheit, Transparenz und scheinbare Schwerelosigkeit des Materials. Der Sessel besteht aus sechs ebenen Glasplatten, die ohne Schrauben oder Halterungen nur mit einem neu entwickelten Klebstoff an den Rändern verklebt wurden. Das Design wurde teilweise durch den Film 2001: Odyssee im Weltraum inspiriert. Kuramata störte sich daran, dass im Film die Kulissen futuristisch gestaltet waren, die Möbel jedoch nicht. Der Stuhl wurde in Kleinserie produziert.

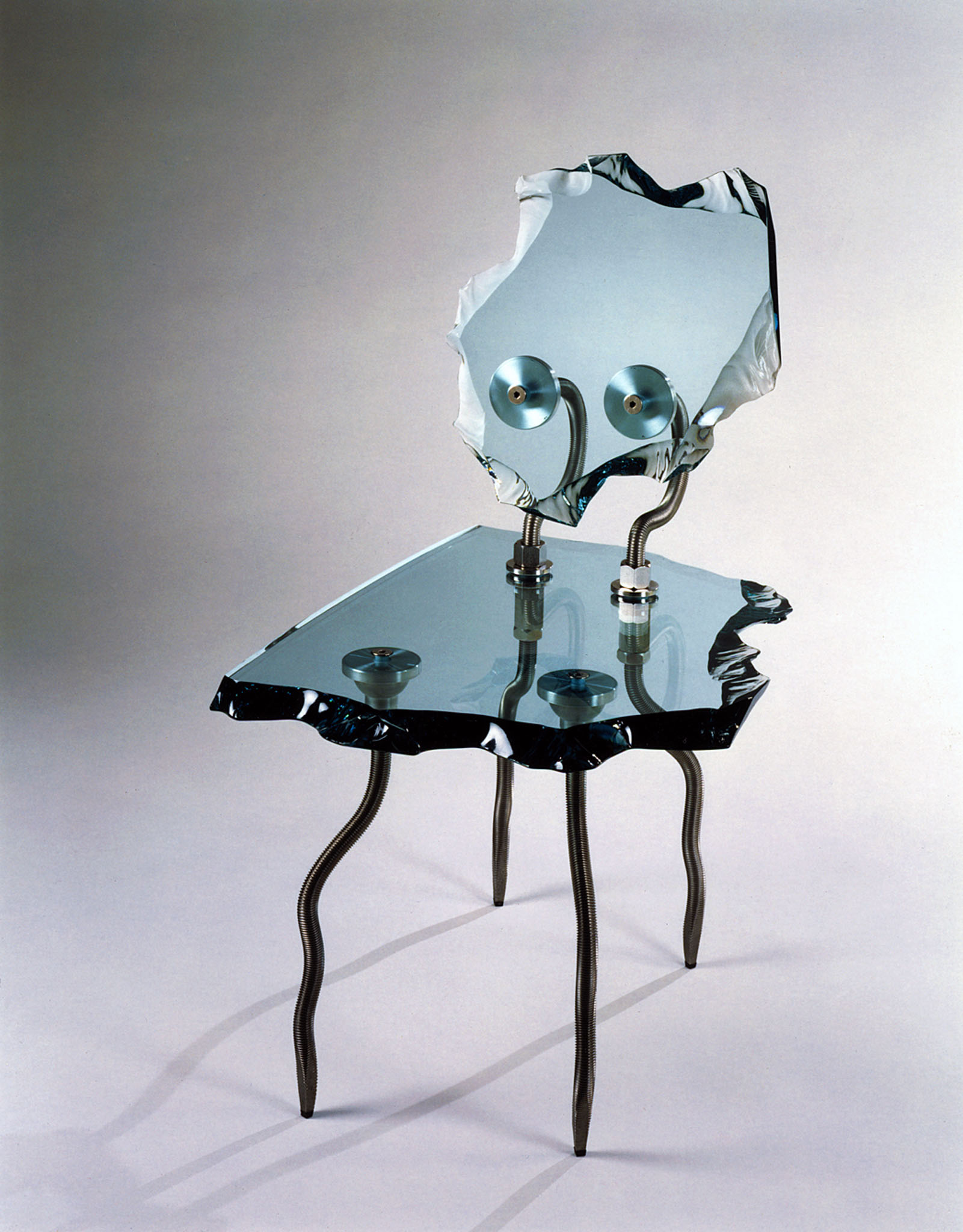
Etruscan Chair

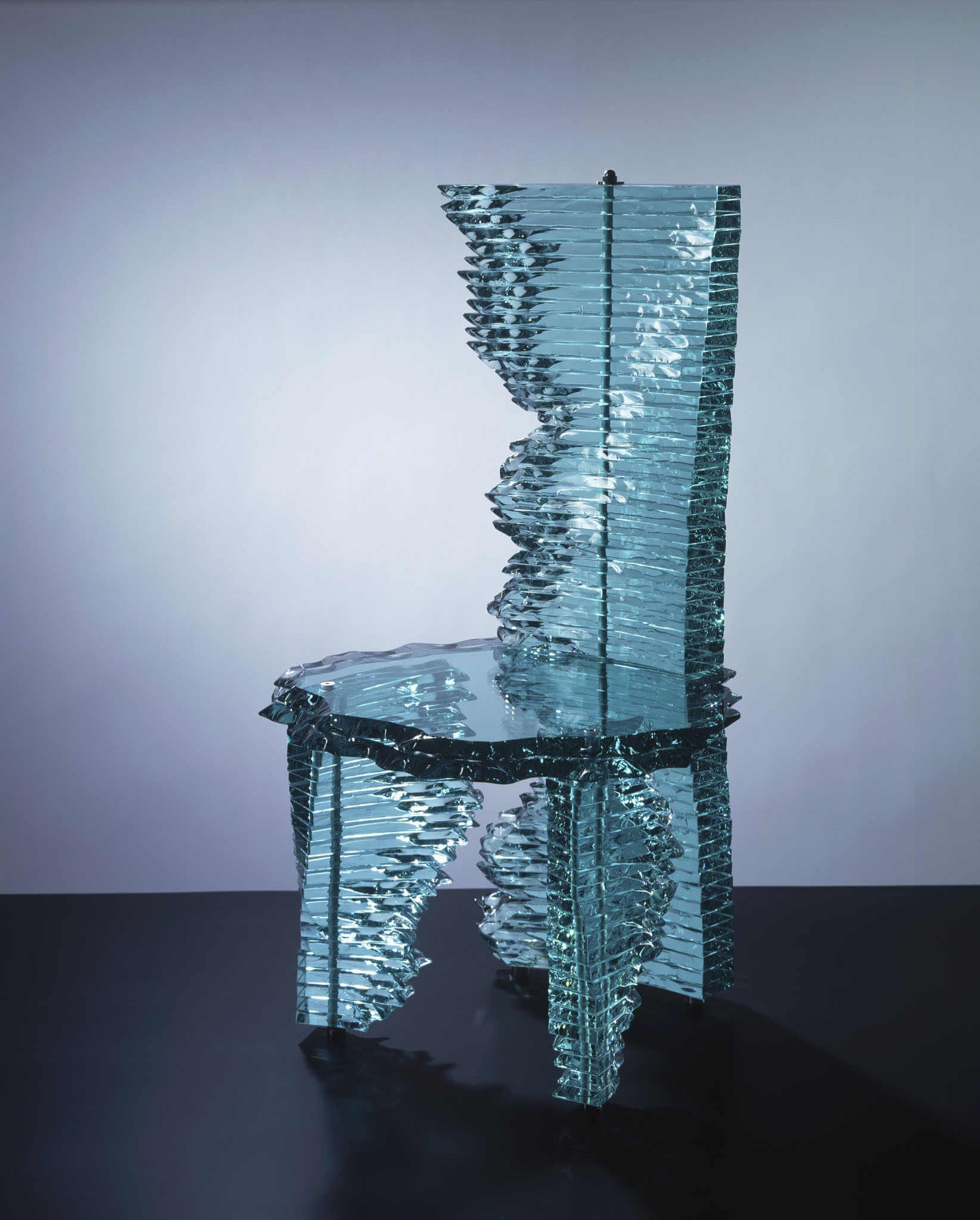
Stacking Chair

Der Künstler und Designer Danny Lane suchte nicht die perfekte Form, sondern nutzte eine Ästhetik des Zerbrochenen. Er verwendete neben geschichtetem Glas auch Verbindungsmittel aus Metall. Besonders bekannt sind der Etruscan Chair (1984) und der Stacking Chair (1986).
Beim PRISM glass chair (2014) betont der Designer Tokujin Yoshioka das klare Funkeln auf der Glasoberfläche an den Kanten, das sich durch die Schlifftechnik ergibt. Es werden ebene Scheiben durch Klebungen zu einem kubischen Körper gefügt.

### Transparente Kunststoffstühle
Im Jahr 2002 entwarf Philippe Starck den Ghost Chair (auch Louis Ghost) für den Hersteller Kartell. Er orientierte sich in der Form u. a. an einem Sessel im Stil Louis XVI. und schuf ein stapelbares Möbel aus spritz-gegossenem Polykarbonat. Die Kombination des historischen Stils aus dem späten 18. Jahrhundert mit den modernen Materialien und Konstruktionen machte den Stuhl zu einem postmodernen Klassiker. Die Modelle La Marie (als klassische Stuhlform, 1998), Victoria Ghost (Stapelstuhl mit ovaler Lehne) und Uncle Sam (Bank, 2013) stellen weitere Modellvarianten dar, die aus einem Stück gefertigt wurden. Durch den Einsatz des gegenüber dem Glas sehr viel leichteren Materials ergeben sich Vorteile in der Nutzung, wie die Stapelbarkeit und das geringe Gewicht.

Kunststoffstühle
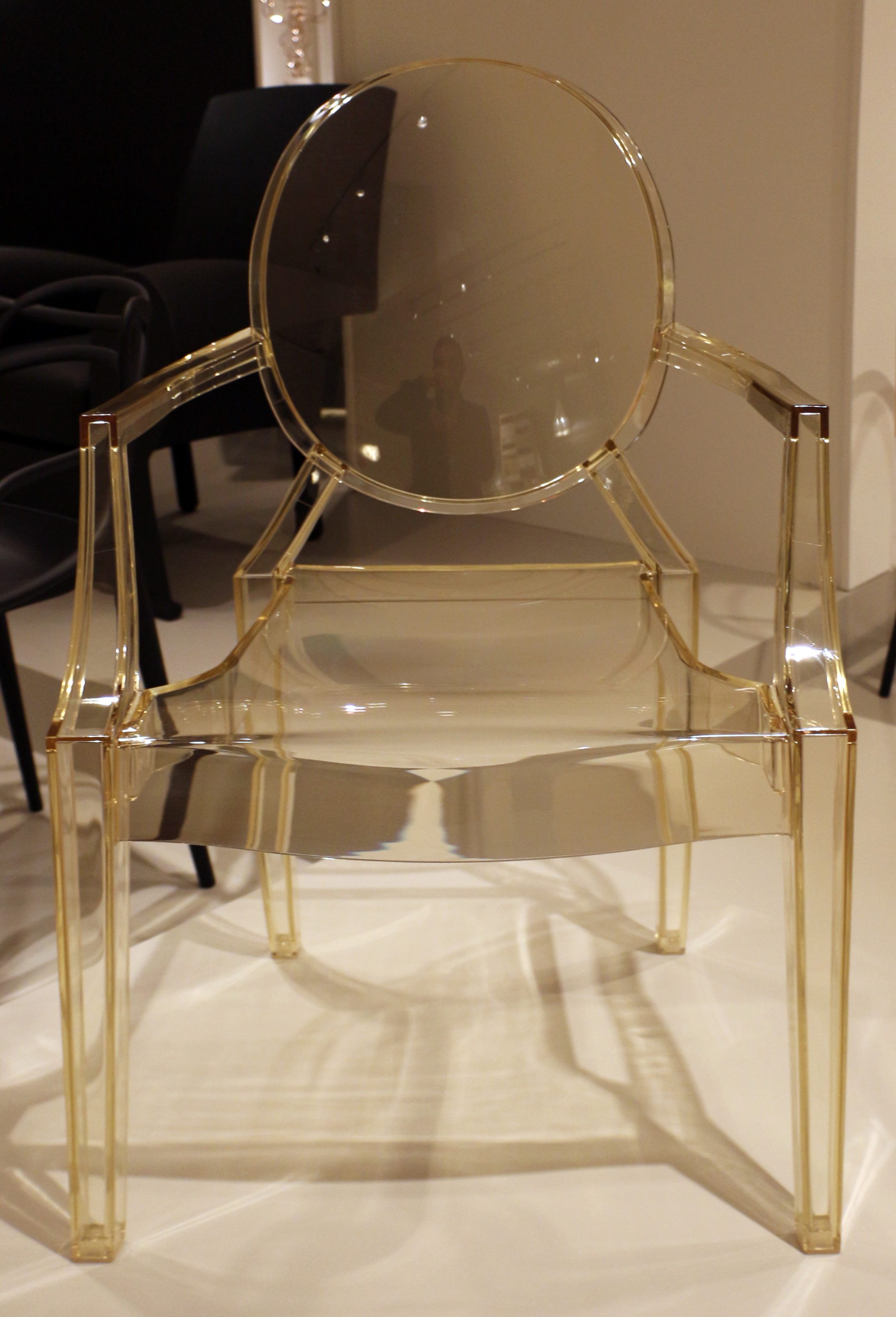
Ghost Chair
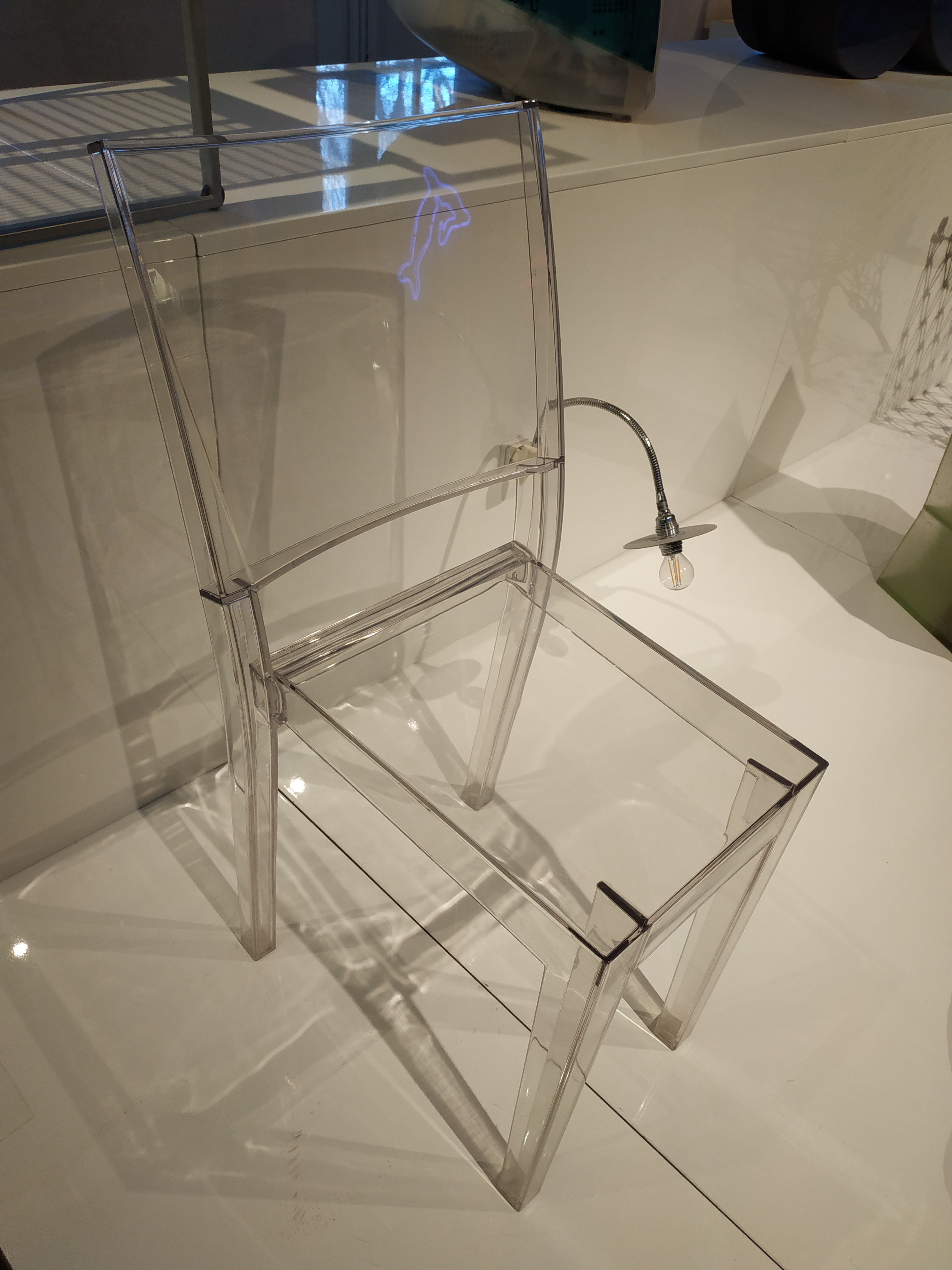
La Marie
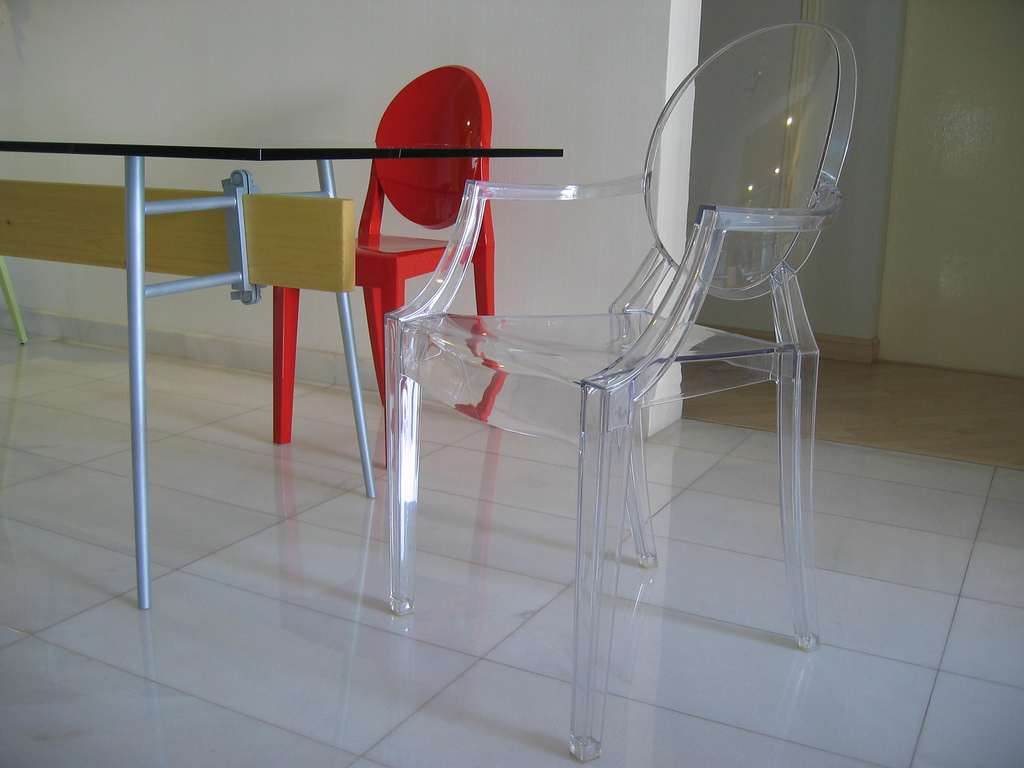
Victoria (rot), Louis Ghost
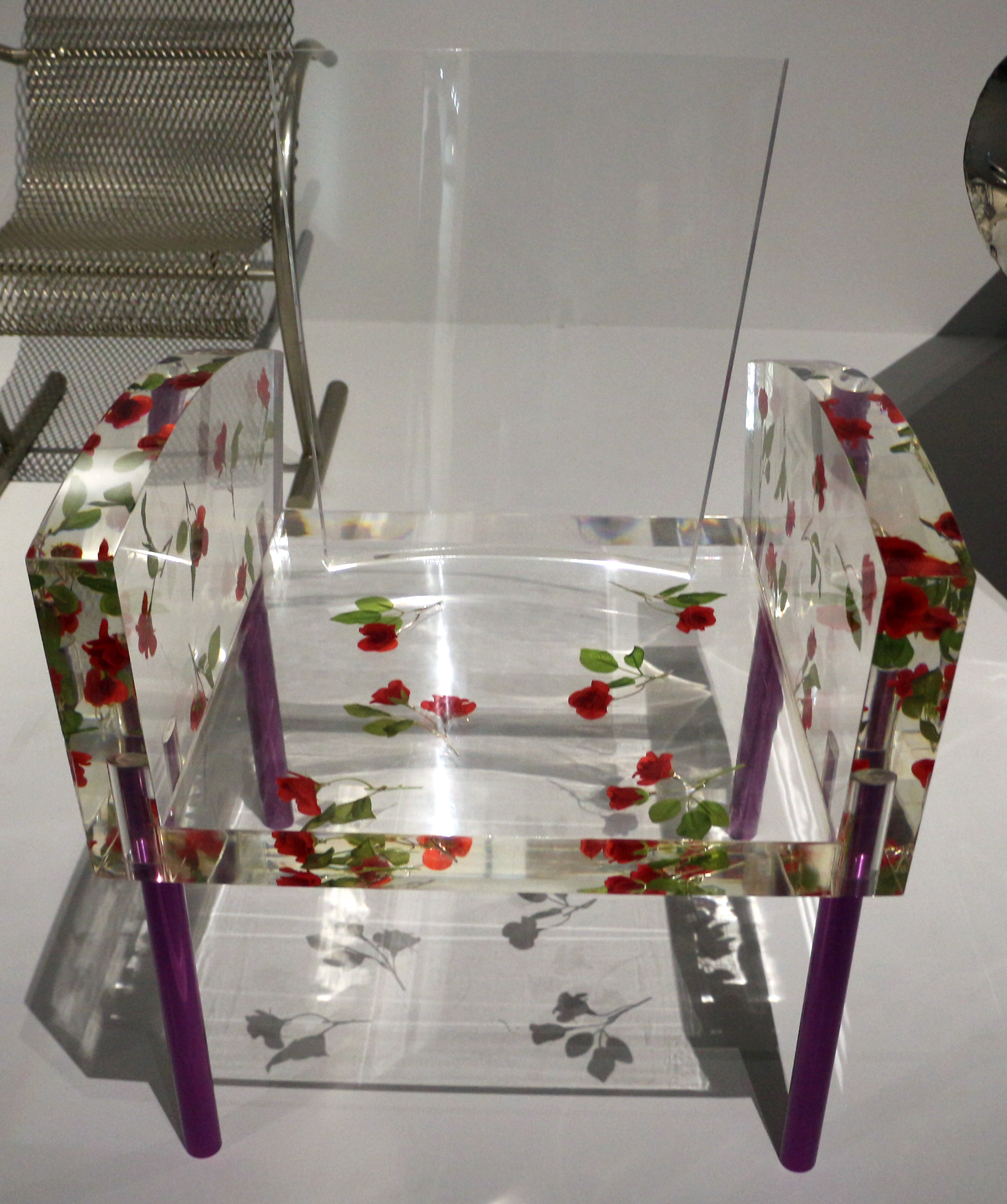
Miss Blanche

The Invisibles, eine Möbelfamilie aus Acryl, entwarf Tokujin Yoshioka ebenfalls für den Hersteller Kartell. Die kubischen Formen werden aus massiven, scharfkantigen Materialstärken entwickelt. Der 2002 entworfene und 2003 installierte Chair that Disappears in the Rain wurde für das Roppongi Hills Streetscape Project von Tokujin Yoshioka aus optischem Fiberglas geschaffen. Shirō Kuramatas Stuhl Miss Blanche ist nach Blanche DuBois aus dem Theaterstück Endstation Sehnsucht benannt. Die künstlichen Rosen im Korpus stehen für die verblassende Schönheit. Auch der von Jonathan de Pas, Donato D’Urbino, Paolo Lomazzi und Carla Scolari entworfene Blow Chair (1967) geht auf einen Kinofilm zurück. In La decima vittima nimmt Marcello Mastroianni auf aufblasbaren Kissen aus transparentem PVC Platz (Requisite entworfen von Piero Poletto, 1965).